# Tomatina
La Tomatina è una festività che si tiene nel comune spagnolo di Buñol (Comunità Valenciana), l'ultimo mercoledì di agosto di ogni anno. Durante tale festa i partecipanti ingaggiano una battaglia con lancio di pomodori.
La Tomatina dura 1 ora senza restrizioni.

## Storia
Questa festa ha origine nel 1945, durante la festa dei Giganti e testoni, in cui è nata una rissa spontanea tra giovani in cui si sono utilizzati dei pomodori come armi. La polizia ha disperso i manifestanti, ma l'anno seguente si ripeté il medesimo scenario con la differenza che i manifestanti si portarono i pomodori dalle loro residenze. Le autorità locali, dopo aver osteggiato tale iniziativa per diversi anni, dal 1957 si fecero promotrici della tomatina e dal 1980 il comune fornisce esso stesso l'ortaggio. Il 27 agosto 2007 l'ufficio del turismo generale premiò tale festival come festival di interesse internazionale. Nell'edizione del 2011 erano presenti 40.000 partecipanti provenienti da tutto il mondo e sono state utilizzate 122 tonnellate di pomodori.